# Tischtennis-Europameisterschaft 2005
Die 25. Tischtennis-Europameisterschaft (offiziell: LIEBHERR European Table Tennis Championships 2005, auf Deutsch LIEBHERR Europameisterschaft 2005) fand vom 27. März bis 1. April 2005 in Aarhus statt. Es wurden Wettbewerbe im Einzel, Doppel, Mixed und in der Mannschaft ausgetragen.
Der Austragungsort war das Sportzentrum Atletion im Süden der Stadt. Die Wettbewerbe fanden in vier Hallen statt: Atletion Arena, "New" Hall, Old Stadium Hall und Team Danmark Hall.

## Qualifizierte Sportler
Für Deutschland starteten sieben Frauen und sieben Männer bei der Europameisterschaft in Aarhus.
| Damen: | Herren: |
| --- | --- |
| - Jessica Göbel - Tanja Hain-Hofmann - Kristin Silbereisen - Nicole Struse - Laura Stumper - Elke Wosik - Irene Ivancan | - Timo Boll - Zoltan Fejer-Konnerth - Lars Hielscher - Jörg Roßkopf - Bastian Steger - Christian Süß - Torben Wosik |

Für Österreich gingen vier Frauen und sieben Männer bei der Meisterschaft an den Start.
| Damen:                                                      | Herren: |
| ----------------------------------------------------------- | --- |
| - Veronika Heine - Martina Petzner - Li Qiangbing - Liu Jia | - Chen Weixing - Robert Gardos - Krisztian Gardos - Karl Jindrak - Kostadin Lengerov - Werner Schlager - Christoph Simoner |

## Abschneiden der Deutschen
Betreut wurden die deutschen Herren von Richard Prause, die Damen von Tobias Beck und Jörg Bitzigeio. Cheftrainer war Dirk Schimmelpfennig.

### Mannschaftswettbewerb Herren
Bereits vor der Veranstaltung war die Nominierung von Jörg Roßkopf umstritten. Da er während des Turniers ungewohnt schwach spielte, hielt die Kritik auch später noch an. Lars Hielscher fiel wegen einer Viruserkrankung kurzfristig aus.
Nach dem 3:0-Erfolg über England verlor das deutsche Team im Viertelfinale gegen Rumänien mit 1:3. In den Spielen um die Plätze 5 bis 8 setzte es sich gegen Belgien mit 3:0 und gegen Russland mit 3:2 durch und erreichte so Platz 5.
Dies wurde als Misserfolg gewertet, da man sich im Vorfeld Hoffnungen auf die Goldmedaille gemacht hatte.

### Mannschaftswettbewerb Damen
Im Mannschaftswettbewerb konnte Nicole Struse wegen einer Erkältung nicht eingesetzt werden. Irene Ivancan kam nur gegen Österreich zum Einsatz, in den Individualwettbewerben war sie nicht gemeldet.
Im Achtelfinale gewann die Mannschaft gegen Polen mit 3:0. Danach schied sie – analog zu den Herren – durch die 1:3-Niederlage gegen Rumänien aus dem Kampf um Medaillen aus. Es folgte in den Platzierungsspielen eine 1:3-Niederlage gegen Österreich. Der anschließende 3:2-Sieg gegen Russland bedeutete Platz 7.

### Herreneinzel
Das beste Ergebnis erzielte Zoltan Fejer-Konnerth, der nach Siegen über Christian Hotz (Schweiz), Peter Sereda (Schweden), Daniel Tsiokas (Griechenland) und Constantin Cioti (Rumänien) ins Viertelfinale kam, wo er gegen den Kroaten Zoran Primorac verlor. Für Timo Boll bedeutete bereits im Achtelfinale Alexei Smirnow (Russland) die Endstation. Vorher hatte er gegen Konstantin Parapanov (Bulgarien), Andrei Filimon (Rumänien) und Robert Gardos (Österreich) gewonnen. Bastian Steger schaltete Daan Sliepen (Niederlande) und Adam Lindner (Ungarn) aus und verlor dann gegen den Belgier Jean-Michel Saive. Genauso weit brachte es Christian Süß, der sich gegen Arthur Grigoriev (Russland) und Philippe Saive durchsetzte, nicht aber gegen den Griechen Kalinikos Kreanga. Auch Torben Wosik scheiterte erst in Runde 3 an Chen Weixing (Österreich) nach Siegen über Bojan Milošević (Serbien) und Mads Sörensen (Dänemark). Jörg Roßkopf gewann gegen Jewhen Pryschtschepa (Ukraine) und schied dann in Runde 2 gegen Martin Monrad (Dänemark) aus.

### Dameneinzel
Am besten schnitt Nicole Struse trotz gerade überstandener Erkältung ab. Nach Siegen über Tara Fusco (Irland), Tetyana Tkachova (Ukraine), Svetlana Krekina (Russland) und Wenling Tan Monfardini (Italien) bedeutete im Viertelfinale Tamara Boroš (Kroatien) die Endstation. Elke Wosik brachte es bis ins Achtelfinale. Sie warf Lina Misikonyte (Litauen), Ding Yan (Italien) und Csilla Bátorfi (Ungarn) aus dem Rennen, ehe sie gegen Liu Jia (Österreich) ausschied. Kristin Silbereisen gewann gegen Elena Mocrousov (Moldawien) und Biljana Todorovic (Slowenien) und verlor gegen Mihaela Steff-Merutiu. Jessica Göbel kam gegen Phai Pang (Frankreich) eine Runde weiter, dann wurde sie von Iveta Vacenovská (Tschechien) gestoppt.

### Herrendoppel
Das Doppel Boll/Süß kam bis ins Halbfinale. Es besiegte Marc Closset/Michel de Boer (Belgien/Niederlande), Fjodor Kusmin/Maksim Shmyrev (Russland), Primorac/Tokič (Kroatien/Slowenien) und Slobodan Grujić/Aleksandar Karakašević (Serbien). Dem Doppel Samsonow/Kreanga (Weißrussland/Griechenland) musste es sich geschlagen geben. Das zweite deutsche Doppel Wosik/Fejer-Konnerth musste sich bereits in der ersten Runde dem isländisch-serbischen Paar Gudmundur Stephensen/Bojan Milošević geschlagen geben.

### Damendoppel
Hain-Hofmann kamen ins Viertelfinale, wo sie gegen die Ungarinnen Bátorfi/Krisztina Tóth ausschieden. Zuvor hatten sie Bilgen Öztürk/Ayse Sen (Türkei), Linda Creemers/Sigrid Van Ulsen (Niederlande) und Wang Yu/Elizabeta Samara (Italien/Rumänien) besiegt. Stumper/Silbereisen kamen gegen Ekaterina Ntoulaki/Christina Fili (Griechenland) eine Runde weiter, nicht aber gegen Li Yunfei/Martina Safran (Belgien/Slowenien).

### Mixed
Jessica Göbel spielte mit Ryan Jenkins aus Wales und unterlag in der ersten Runde gegen Steger/Stumper, die danach gegen Andrei Filimon/Elizabeta Samara (Rumänien) ausschieden. Am weitesten kam das polnisch/deutsche Paar Błaszczyk/Struse. Nach den drei Siegen über Andrej Gaćina/Matilda Ekholm (Kroatien/Schweden), Feng Zhe/Asya Ilieva Kasabova (Bulgarien) und Panagiotis Gionis/Maria Mirou (Griechenland) war im Viertelfinale gegen Aleksandar Karakašević/Rūta Budiene (Serbien/Litauen) Endstation. Roßkopf/Hain-Hofmann gewannen gegen Ivan Katkov/Yunosheva (Ukraine) und Daniel Gorak/Magdalena Cihocka (Polen) und verloren danach gegen Crișan/Bădescu. Süß/Silbereisen wurden nach dem Sieg gegen Mihai Bobocica/Wang Yu (Italien) von Constantin Cioti/Adriana Zamfir (Rumänien) gestoppt. Genauso weit kam das Ehepaar Torben Wosik/Elke Wosik, das gegen Carlos Machado/Alba Prades (Spanien) gewann und dann gegen Lubomir Pistej/Eva Ódorová (Slowakei) verlor.

## Ergebnisse Damen

### Mannschaft
| Platz | Land      | Spieler                                                      |
| ----- | --------- | ------------------------------------------------------------ |
| 1     | Rumänien  | Otilia Bădescu Adriana Zamfir Mihaela Șteff Elizabeta Samara |
| 2     | Kroatien  | Andrea Bakula Tamara Boroš Sandra Paović Cornelia Vaida      |
| 3     | Italien   | Wenling Tan Monfardini Nikoleta Stefanova Laura Negrisoli    |
| 3     | Slowenien | Biljana Todorovic Martina Safran Helena Halas                |

Weitere Platzierungsspiele der übrigen Mannschaften ergaben folgendes Ergebnis:
| Platz | Land                   |
| ----- | ---------------------- |
| 5     | Ungarn                 |
| 6     | Österreich             |
| 7     | Deutschland            |
| 8     | Russland               |
| 9     | Belarus                |
| 10    | Schweden               |
| 11    | Polen                  |
| 12    | Belgien                |
| 13    | Slowakei               |
| 14    | Tschechien             |
| 15    | Serbien und Montenegro |
| 16    | Portugal               |

### Einzel
| Platz | Land        | Spieler       |
| ----- | ----------- | ------------- |
| 1     | Österreich  | Liu Jia       |
| 2     | Rumänien    | Mihaela Steff |
| 3     | Kroatien    | Tamara Boroš  |
| 3     | Niederlande | Li Jiao       |

Im Finale besiegte Liu Jia mit 4:0 souverän Mihaela Steff.

Im Viertelfinale waren ausgeschieden:
- Irina Palina
- Viktoria Pavlovich
- Nicole Struse
- Krisztina Tóth

### Doppel
| Platz | Land     | Spieler                                     |
| ----- | -------- | ------------------------------------------- |
| 1     | Kroatien | Mihaela Steff / Tamara Boroš                |
| 2     | Ungarn   | Krisztina Tóth / Csilla Bátorfi             |
| 3     | Italien  | Nikoleta Stefanova / Wenling Tan Monfardini |
| 3     | Russland | Svetlana Ganina / Irina Palina              |

Das Finale gewannen Mihaela Steff und Tamara Boroš mit 4:0 gegen Krisztina Tóth und Csilla Bátorfi.

## Ergebnisse Herren

### Mannschaft
| Platz | Land       | Spieler                                                                    |
| ----- | ---------- | -------------------------------------------------------------------------- |
| 1     | Dänemark   | Allan Bentsen Michael Maze Martin Monrad Finn Tugwell Christoffer Petersen |
| 2     | Österreich | Chen Weixing Robert Gardos Karl Jindrak Kostadin Lengerov Werner Schlager  |
| 3     | Rumänien   | Andrei Filimon Adrian Crișan Constantin Cioti                              |
| 3     | Tschechien | Petr Korbel Richard Výborný Marek Klasek Tomas Pavelka                     |

Weitere Platzierungsspiele der übrigen Mannschaften ergaben folgendes Ergebnis:
| Platz | Land                   |
| ----- | ---------------------- |
| 5     | Deutschland            |
| 6     | Russland               |
| 7     | Schweden               |
| 8     | Belgien                |
| 9     | Kroatien               |
| 10    | Norwegen               |
| 11    | Serbien und Montenegro |
| 12    | Belarus                |
| 13    | Polen                  |
| 14    | Spanien                |
| 15    | Frankreich             |
| 16    | Vereinigtes Königreich |

### Einzel
| Platz | Land         | Spieler           |
| ----- | ------------ | ----------------- |
| 1     | Belarus      | Wladimir Samsonow |
| 2     | Belgien      | Jean-Michel Saive |
| 3     | Griechenland | Kalinikos Kreanga |
| 3     | Kroatien     | Zoran Primorac    |

Im Finale besiegte Wladimir Samsonow Jean-Michel Saive mit 4:1.

Im Viertelfinale waren ausgeschieden:
- Patrick Chila
- Adrian Crișan
- Zoltan Fejer-Konnerth
- Alexei Smirnow

Der Deutsche Timo Boll und die Österreicher Chen Weixing und Werner Schlager scheiterten bereits im Achtelfinale.

### Doppel
| Platz | Land                   | Spieler                               |
| ----- | ---------------------- | ------------------------------------- |
| 1     | Österreich             | Werner Schlager / Karl Jindrak        |
| 2     | Belarus / Griechenland | Wladimir Samsonow / Kalinikos Kreanga |
| 3     | Deutschland            | Timo Boll / Christian Süß             |
| 3     | Russland               | Alexei Smirnow / Dmitri Masunow       |

Das Finale gewannen Werner Schlager und Karl Jindrak mit 4:2 gegen Wladimir Samsonow und Kalinikos Kreanga.

## Ergebnisse Mixed
| Platz | Land                             | Spieler                               |
| ----- | -------------------------------- | ------------------------------------- |
| 1     | Serbien und Montenegro / Litauen | Aleksandar Karakašević / Rūta Budiene |
| 2     | Österreich / Belarus             | Chen Weixing / Viktoria Pavlovitch    |
| 3     | Österreich                       | Werner Schlager / Liu Jia             |
| 3     | Russland / Ungarn                | Alexei Smirnow / Krisztina Tóth       |

## Sonstiges
- Timo Boll blieb der Siegerehrung für die Bronzemedaille im Doppel fern. Dies wurde von den DTTB-Verantwortlichen kritisiert.
- Hans-Joachim Tamms (Stralsund) und Rainer Mushold (Dormagen) vertraten Deutschland als Schiedsrichter.
- Der 15-jährige Mikkel Hindersson (Dänemark) war der jüngste Teilnehmer.
- Der ETTU-Kongress beschloss die Einführung der Champions League für Damen ab der Saison 2005/05. Bei den Herren wird die Teilnehmerzahl auf 16 Mannschaften erhöht.